# STS-118
STS-118 foi uma missão da NASA realizada com o ônibus espacial Endeavour dando continuidade a construção da Estação Espacial Internacional (ISS), sendo a 22ª missão para a estação, e o 119º voo de um Ônibus Espacial, também denominada como missão 13A.1 para montagem da ISS. O Columbia havia sido escolhido para essa missão, esse seria seu 29º missão e sua 1º e única a ISS se ele não fosse destruído na STS-107.
O lançamento aconteceu no dia 8 de Agosto de 2007 e o retorno foi dia 21 de Agosto de 2007, um dia a menos do que o previsto devido as ameaças do Furacão Dean.
O principal objetivo da STS-118 foi acoplar a viga S5 a ISS.

## Tripulação
| Posição                  | Astronauta          |
| ------------------------ | ------------------- |
| Comandante               | Scott Kelly         |
| Piloto                   | Charles Hobaugh     |
| Especialista de missão 1 | Tracy Caldwell      |
| Especialista de missão 2 | Richard Mastracchio |
| Especialista de missão 3 | Dafydd Williams     |
| Especialista de missão 4 | Barbara Morgan      |
| Especialista de missão 5 | Alvin Drew          |

## Objetivos
Continuar a construção da Estação Espacial Internacional (ISS). Acoplar a viga S5 a ISS. A S5  tem como objetivo ligar os segmentos S3/S4, instalada na missão STS-115, e a viga S6, que será instalada em uma futura missão.

## Dia a dia
8 de Agosto - Quarta-feira

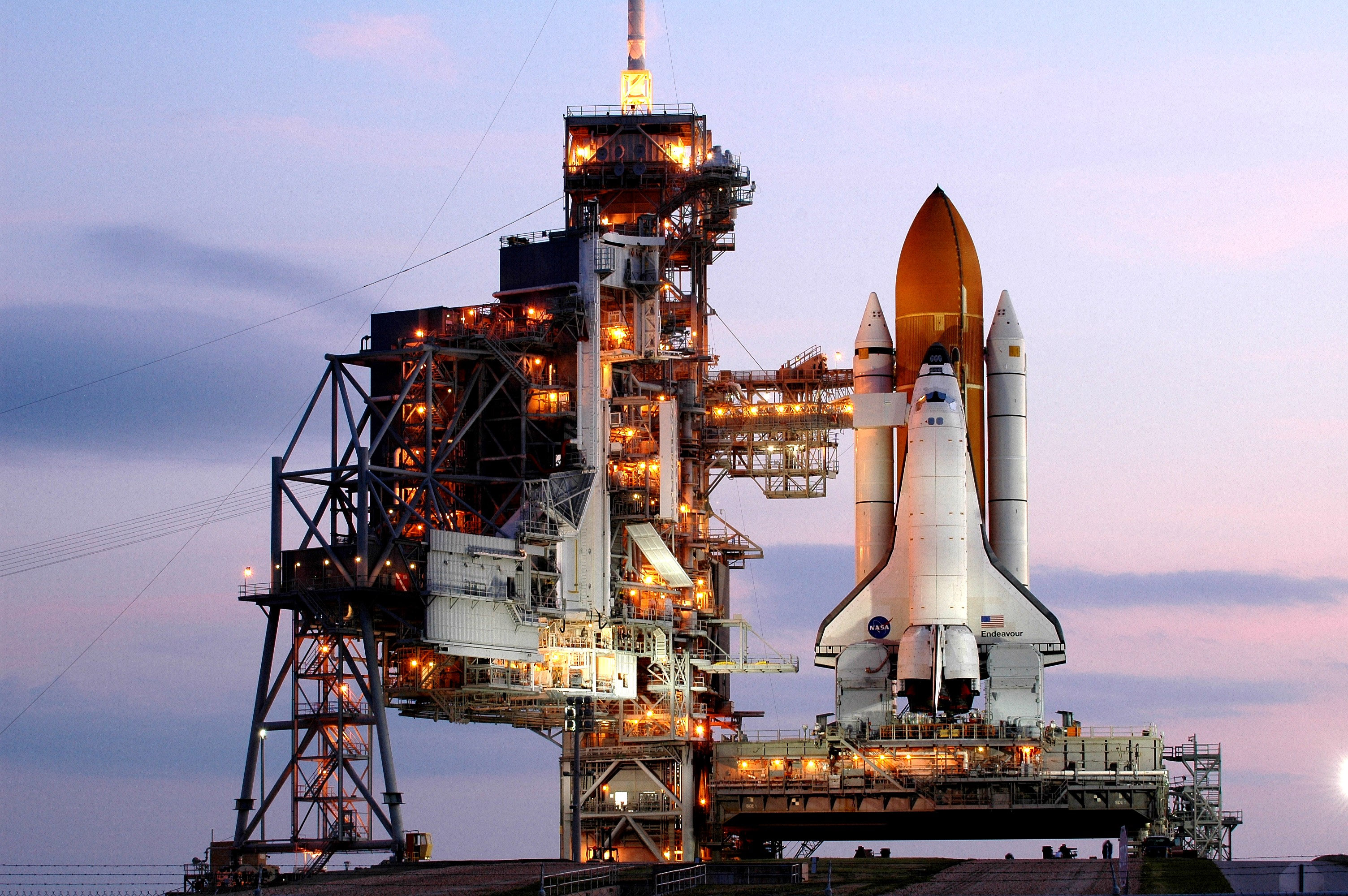
Endeavour antes do lançamento

Lançamento do ônibus espacial Endeavour em direção a ISS, a decolagem aconteceu no Centro Espacial Kennedy, em Cabo Canaveral (Flórida) às 19h36 de Brasília em um dia de céu limpo.
9 de Agosto - Quinta-feira
Foram realizados os preparativos para deixar o Endeavour pronto para acoplagem à ISS, os tripulantes constataram que a nave não sofreu nenhuma avaria após o lançamento, a revisão é rotineira desde o acidente com o Columbia.
Análises de fotos e vídeos já tinha indicado que a nave não sofreu danos, informou a NASA. Durante os preparativos foi instalada uma câmera que ajudará o comandante Scott Kelly a pilotar a nave na aproximação da ISS. A astronauta Barbara Morgan, que se preparou durante 22 anos para esta missão, participou ativamente dos trabalhos.
10 de Agosto - Sexta-feira
O ônibus espacial Endeavour se acoplou com sucesso à ISS. Os jatos de direcionamento da nave foram acionados devagar pelo comandante Kelly para alinhar o anel de acoplagem do compartimento de carga com o encaixe montado na parte dianteira do módulo Destiny da estação, em uma reprodução da tradição naval, foi soado o sino da estação e o comandante Fyodor Yurchikhin disse - "Bem-vindos a bordo".
Em mais um procedimento para ver se não houve danos na decolagem, foram feitas fotos da barriga do Endeavour pelos cosmonautas Yurchikhin e Oleg Kotov,cerca de uma hora antes da acoplagem, a análise inicial mostrou que o tanque soltou pequenos pedaços de espuma isolante durante a decolagem, mas que nenhum chega a ter um tamanho preocupante.
Os astronautas foram entrando um a um na estação e Barbara Morgan mereceu uma recepção de rock star, com seus colegas disputando posições com suas câmeras, como paparazzi.
11 de Agosto - Sábado

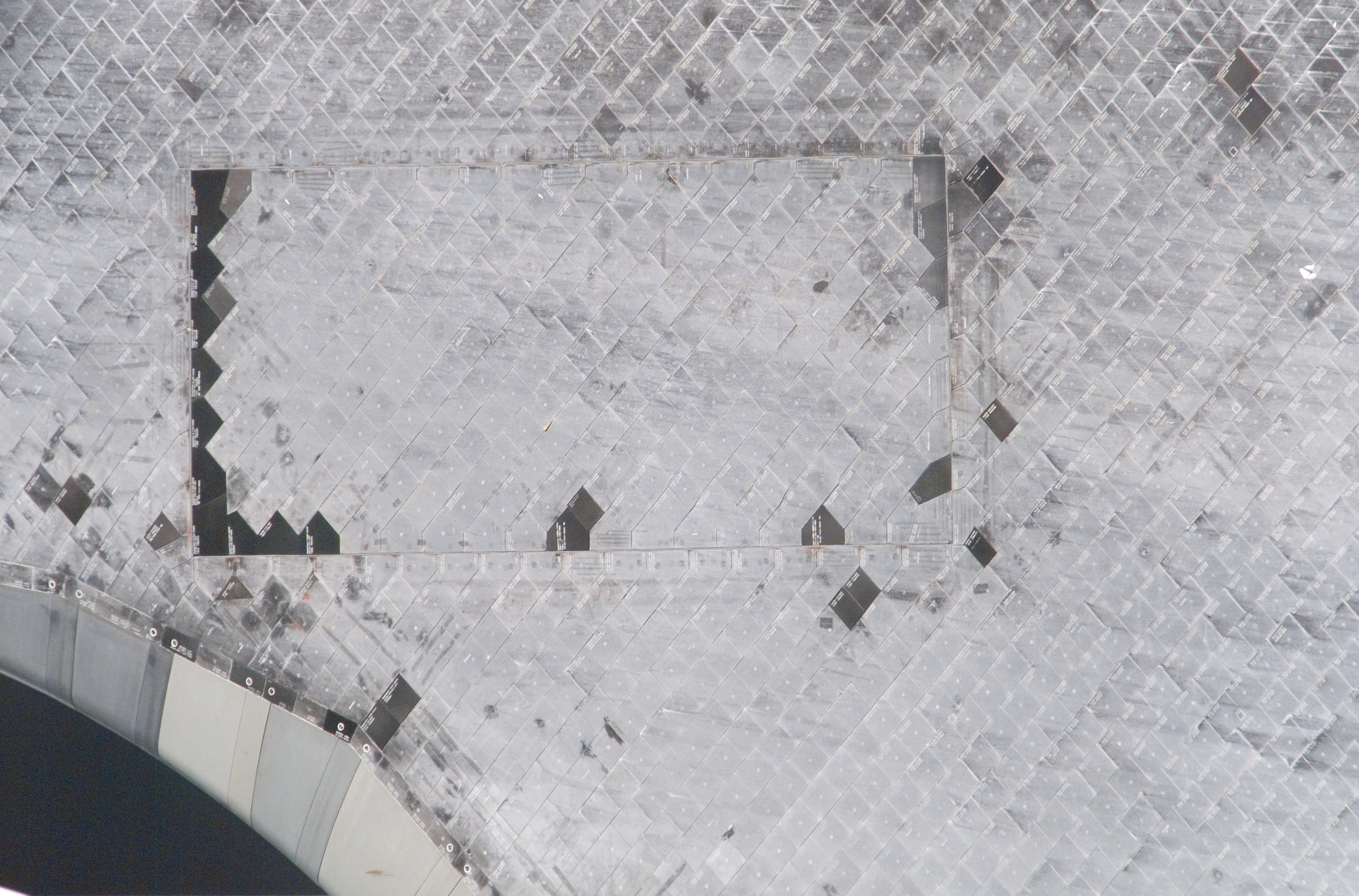
Os danos na proteção térmica

A NASA confirmou que durante a inspeção de rotina na acoplagem com a Estação Espacial Internacional foi descoberto uma falha na proteção térmica do ônibus espacial Endeavour, será usado um braço robótico para inspecionar uma área de 7,6 cm², o problema pode ter sido provocado por um pedaço de gelo, pouco depois da decolagem, na quarta-feira.
Rick Mastracchio e Dave Williams realizaram a primeira caminhada espacial da missão que durou cerca de 6 horas e 17 minutos, entre os trabalhos foi instalada uma viga que sustentará painéis de energia solar a boreste do posto orbital. Antes de retornar eles verificaram suas luvas para ver se não haviam sofrido nenhum dano e Williams aproveitou para comentar sua vista da Terra. "Minha luva direita está ok, e a vista é incrível", afirmou.
12 de Agosto - Domingo
A ISS sofreu um desligamento acidental em um dos seus computadores mas o Centro de Controle de Voos Espaciais (CCVE) da Rússia informou que isso não afetou em nada o trabalho dos astronautas. Para a estação internacional funcionar, é necessário que seis computadores estejam ligados e no momento do incidente os computadores reservas foram acionados. Os danos no escudo térmico do Endeavour podem prorrogar a viagem em mais três dias.
13 de Agosto - Segunda-feira

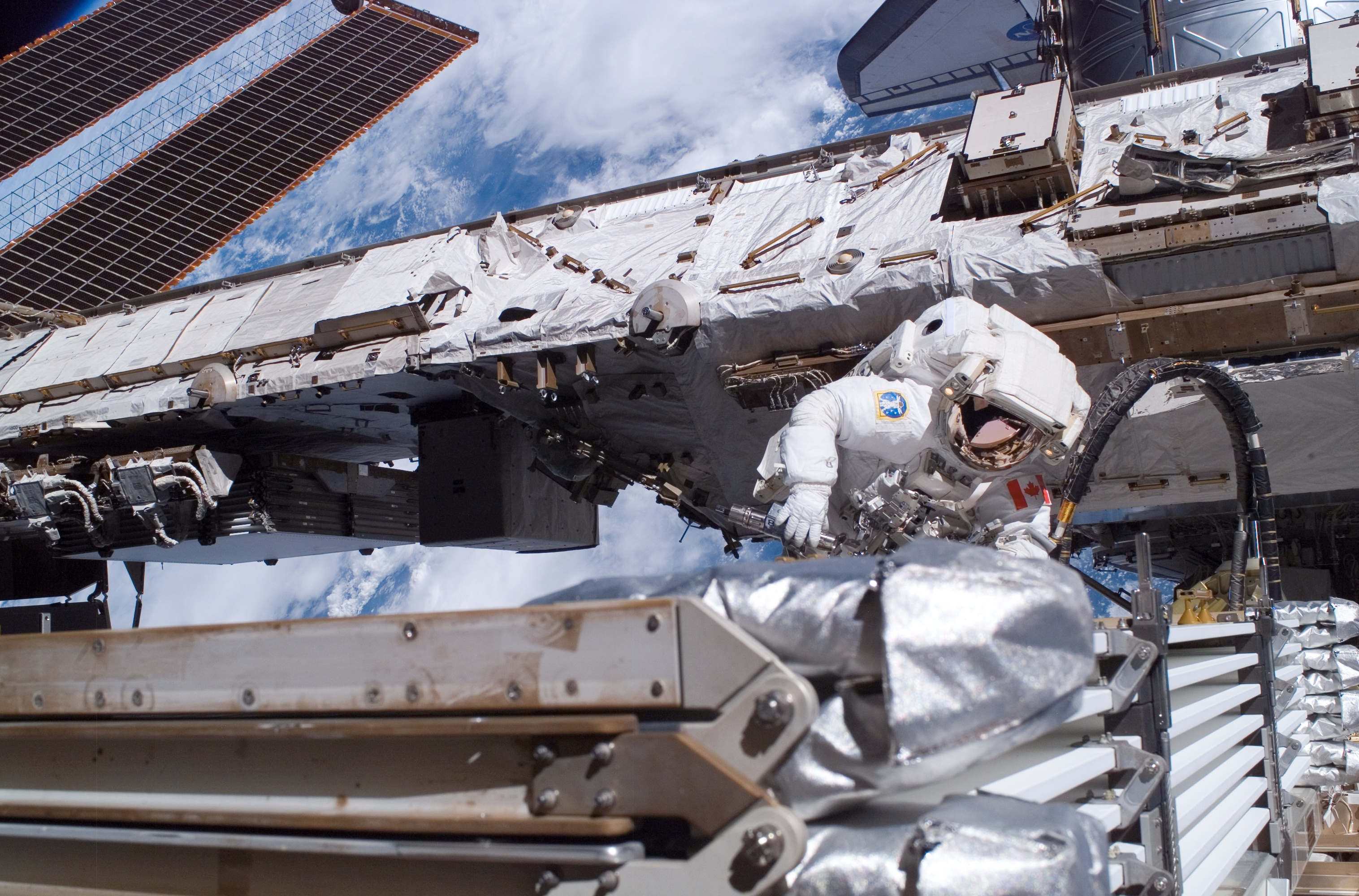
Williams trabalha durante caminha espacial

A NASA anlisa os danos causados na proteção térmica danificada, baseado nas imagens 3D obtidas pelos astronautas, os técnicos esperam definir se haverá necessidade de reparos para que o ônibus espacial possa retornar com segurança à Terra.
Williams e Mastracchio realizaram a segunda caminhada espacial, o objetivo principal foi substituir um dos giroscópios da Estação Espacial Internacional. O controlador da missão - CAPCOM - no Centro Espacial Lyndon B. Johnson, disse que todas as tarefas foram realizadas sem contratempos e o giroscópio já está funcionando normalmente.
O giroscópio substituído foi colocado num compartimento fora da ISS e ficará lá até ser usado em outra missão, a coordenação dos trabalhos ficou por conta da especialista Tracy Caldwell enquanto o piloto Charles Hobaugh e o engenheiro de voos Clayton Anderson operavam o braço robótico, enquanto isso os outros membros se encarregavam de transferir 2,5 toneladas de equipamentos e mantimentos da nave para o complexo espacial. O tempo total de duração da caminhada foi de 6h 28min.
14 de Agosto - Terça-feira

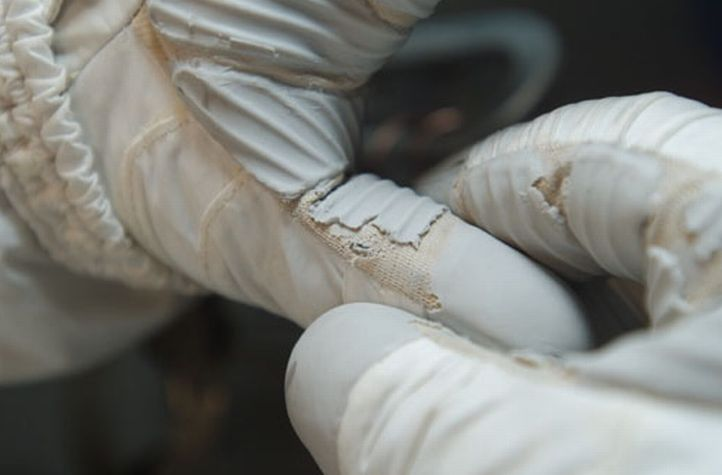
Detalhe do corte na luva de Rick

Enquanto técnicos da NASA seguiam os trabalhos de investigação nos danos causados na proteção térmica, os astronautas se encarregavam de transferir uma plataforma de armazenamento do ônibus espacial Endeavour para a Estação Espacial Internacional que pesa cerca de 3 toneladas e contém peças de reposição para a estação, a tarefa envolveu braços mecânicos tanto da nave como do posto avançado e foi feita pela primeira vez.
O comandante Scott Kelly afirmou não estar preocupado com o retorno à Terra e acha que os danos causados ao Endeavour não colocaram suas vidas em risco - "Meu entendimento é que o dano na placa não é uma questão de segurança da tripulação. É mais uma questão da capacidade de reutilizar a nave e de dano à nave. Ainda temos análises em andamento, ainda podemos escolher repará-la." disse Kelly. Um possível reparo aos danos poderá ser feito na 4ª caminhada espacial já programada.
15 de Agosto - Quarta-feira
A NASA conclui que não será necessário fazer reparos nos danos causados à proteção térmica do ônibus espacial, As análises térmicas as quais foi submetida a parte afetada mostram, pelo menos até agora, que a Endeavour pode retornar à Terra com segurança.
Mastracchio e Anderson iniciaram a 3ª caminha espacial, no entanto algum tempo depois Mastracchio teve que voltar à ISS devido a um corte na sua luva, a medida foi um precaução e o astronauta não correu riscos.
16 de Agosto - Quita-feira
Mesmo muito confiantes astronautas aguardam uma decisão definitiva sobre um possível reparo nos danos causados na nave durante o lançamento, a ex-professora Barbara Morgan fez uma emocionante videoconferência com June Scobee Rogers, viúva de Francis Scobee, que comandava a missão do ônibus Challenger, destruído em uma explosão no ano de 1986.
Morgan foi treinada como astronauta para ser a eventual substituta de Christa McAuliffe, que teria sido a primeira professora no espaço, mas morreu na decolagem do Challenger.
17 de Agosto - Sexta-feira

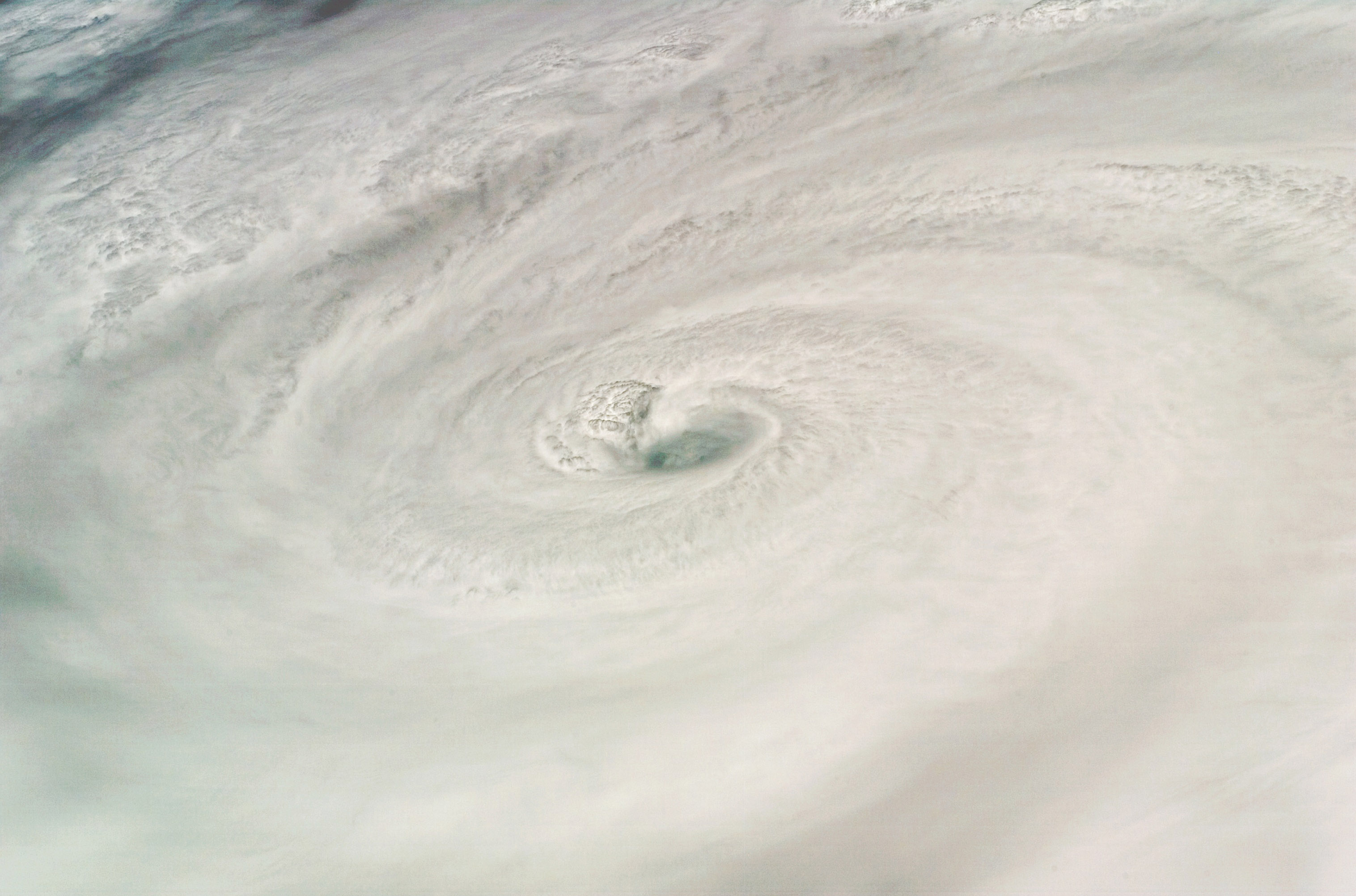
O furacão Dean fotografado pelos astronautas

Após um reunião de 5 horas, a NASA decide não consertar os danos causados à proteção térmica, a conclusão veio baseada na opinião e vários técnicos e os riscos de uma nova caminhada espacial para o conserto não são necessários. O Endeavour deverá retornar à Terra na próxima segunda-feira mas as ameaças do Furacão Dean ao centro de operações da missão em Houston pode antecipar o retorno em um dia, o ônibus partiria no domingo logo após a 4ª caminha espacial programa para sábado.
18 de Agosto - Sábado
Williams e Anderson realizaram a última caminha espacial, o tempo total foi de 5h 2min, cerca de uma hora e meia a menos do que o previsto, isso porque o retorno do Endeavour à Terra foi antecipado em um dia devido as ameaças do Furacão Dean.
Williams e Anderson afirmaram ter visto o olho do furacão quando a estação orbitou sobre o Caribe a cerca de 348Km de distância, dentre as tarefas da caminhada foi instalada uma antena e um suporte para o sistema de sensores do guindaste da nave, também foram recolhidos dois experimentos científicos que estavam no exterior da estação, e que serão trazidos para a Terra.
19 de Agosto - Domingo
O ônibus espacial Endeavour parte apressadamente da Estação Espacial Internacional (ISS) um dia antes do programado, a alteração ocorreu devido as ameaças do Furacão Dean ao centro de operações em Houston. Com o furacão, a Nasa poderia ter que esvaziar o centro de controle que funciona no Texas e passar a operar a partir do Centro Espacial John F. Kennedy, que possui menor recursos para contato com  ônibus espacial durante o voo. A aterrissagem na Flórida está prevista para 13h32 (horário de Brasília) de terça-feira.
20 de Agosto - Segunda-feira
Astronautas fazem os preparativos para volta à Terra, dentre os procedimentos de verificação também incluem a checagem de sistemas pré-aterrissagem. NASA garantiu que o retorno será seguro.
21 de Agosto - Terça-feira
Endeavour retornou à Terra; antes da aterrissagem as comportas foram fechadas às 9h45 (em Brasília) em seguida, às 11h25, os sete astronautas vestiram os trajes pressurizados. O comandante Scott Kelly e o piloto Charles Hobaugh acenderam às 12h25 os foguetes que diminuíram a velocidade da nave de 27.200 km/h a 400 km/h, enquanto sobrevoava a costa oeste da Malásia, colocando a trajetória rumo à atmosfera terrestre.
A reentrada na atmosfera ocorreu às 13h, a cerca de 120 mil metros de altura, suportando temperaturas de 1.000º Celsius. O Endeavour aterrissou com sucesso às 13h32.

## Caminhadas espaciais
|     | Missão       | Astronautas                       | Começo                   | Fim                      | Duração  | Tarefa                         |
| --- | ------------ | --------------------------------- | ------------------------ | ------------------------ | -------- | ------------------------------ |
| 83. | STS-118 EVA1 | Rick Mastracchio Dave Williams    | 11 de Agosto (16:28 UTC) | 11 de Agosto (22:45 UTC) | 6h 17min | Instalação da S5               |
| 84. | STS-118 EVA2 | Rick Mastracchio Dave Williams    | 13 de Agosto (15:32 UTC) | 13 de Agosto (22:00 UTC) | 6h 28min | Trocar Giroscópio              |
| 85. | STS-118 EVA3 | Rick Mastracchio Clayton Anderson | 15 de Agosto (14:37 UTC) | 15 de Agosto (20:05 UTC) | 5h 28min | Preparar P6, Recolocar Antena. |
| 86. | STS-118 EVA4 | Dave Williams Clayton Anderson    | 18 de Agosto (14:17 UTC) | 18 de Agosto (19:19 UTC) | 5h 2min  | Instalar Suporte na S1         |

## Hora de acordar
No que se tornou uma tradição nas missões espaciais, é tocada uma música no começo de cada dia, escolhida especialmente por terem uma ligação com algum tripulante ou mesmo com a situação de momento.
- Dia 2: "Where My Heart Will Take Me" de Russell Watson: tocada para Rick Mastracchio (tema de Star Trek: Enterprise série). WAV MP3
- Dia 3: "Mr. Blue Sky" de Electric Light Orchestra: tocada para Scott Kelly. WAV
- Dia 4: "Gravity" de John Mayer: tocada para Charles Hobaugh. WAV MP3
- Dia 5: "Up!" de Shania Twain: tocada para Dave Williams. WAV MP3
- Dia 6: "Outa-Space" de Billy Preston: tocada para Alvin Drew. WAV MP3
- Dia 7: "Happy Birthday to You" de Tracy's nieces and nephews: tocada para Tracy Caldwell. WAV MP3
- Dia 8: "Good Morning World" tocada para Barbara Morgan e seu filho Adam. WAV MP3
- Dia 9: "Times Like These" do Foo Fighters: tocada para Rick Mastracchio.  WAV MP3
- Dia 10: "Black Horse and the Cherry Tree" de KT Tunstall: tocada para Tracy Caldwell. WAV[ligação inativa] MP3
- Dia 11: "Learn to Fly" do Foo Fighters: tocada para Al Drew. WAV MP3
- Dia 12: "Teacher, Teacher" de 38 Special: tocada para Barbara Morgan. WAVMP3
- Dia 13: "Flying" de Long John Baldry tocada para Dave Williams. WAVMP3
- Dia 14: "Homeward Bound" de Simon e Garfunkel tocada para toda tripulação. WAVMP3